# Gustav Büsing
Gustav Büsing (* 23. Februar 1944 in Oldenburg; † 29. Juni 2015 in Paris) war ein Motorsport-Journalist, TV-Kommentator sowie Pressesprecher.

## Karriere
Gustav Büsing studierte in Bonn Politikwissenschaft. 1974 wurde er Pressereferent des damaligen Bundesminister des Innern Werner Maihofer, der als Innenminister auch für den Sport zuständig war. Im Rahmen dessen kam Büsing mit dem Motorsport in Kontakt, welcher ihn sehr faszinierte und nicht mehr los ließ. Er gab daher seine Anstellung im Pressereferat des Innenministeriums auf und wurde freier, zeitweise auch angestellter Motorsport-Journalist für verschiedene Zeitungen, Magazine (u. a. Auto Zeitung), Rundfunk- und Fernsehstationen aus aller Welt. 
Obwohl Büsing über nahezu alle Motorsportarten (inkl. Formel 1) ausführlich berichtete, war er den Langstreckenrennen und damit den  Sportwagenprototypen sowie den Gran Turismo (GT-Fahrzeugen; aktuell GT3), wie sie vor allem von den 24-Stunden-Rennen von Le Mans her bekannt sind, besonders verbunden.
Nicht zuletzt aus diesem Grund wurde Gustav Büsing TV-Kommentator beim Sender Eurosport, wo er regelmäßig ab 2003 über die Langstreckenrennen aus Le Mans berichtete und zuletzt dort deren Motorsport-Teamleiter war.
Als Peter Sauber mit seinem Rennstall Sauber Motorsport in die Formel 1 wechselte (Start ab Saison 1993), übernahm Büsing für einige Zeit die Rolle des Pressesprechers für den Schweizer Rennstall. Zudem war er über Jahre als Formel-1-Pressechef beim Großen Preis von Deutschland (sowie F1-Europa-Grandprix) tätig.
Darüber hinaus hat er alleine sowie in Zusammenarbeit mit bekannten aktiven und ehemaligen Rennfahrern oder Mitarbeitern von Autoherstellern zahlreiche Motorsport-Fachbücher verfasst und veröffentlicht. 
Am Sonntag, dem 14. Juni 2015, erlitt Gustav Büsing im Rahmen der Übertragungen des 24-Stunden-Rennens von Le Mans einen Schwächeanfall und wurde ins Krankenhaus von Le Mans gebracht und dort ins künstliche Koma versetzt. Von dort kam er per Hubschrauber zur Uni-Klinik nach Paris in die Kardiologie. Dort starb er am 29. Juni 2015, ohne das Bewusstsein wiedererlangt zu haben.

## Trivia
In Anbetracht seiner Leistungen widmete die Nürburgring GmbH dem verstorbenen Motorsport-Experten Gustav Büsing einen Ehrenbaum. Die sogenannte Gustav-Büsing-Blutbuche befindet sich an der Rolf-Stommelen-Straße, der Verbindung zwischen historischem und neuem Fahrerlager, im Zufahrtsbereich des Fahrerlagers.